# Ordine della Corona (Monaco)
L'Ordine della Corona è un ordine cavalleresco fondato nell'ambito del Principato di Monaco.
Esso venne stabilito il 20 luglio 1960 dal Principe Ranieri III di Monaco e venne successivamente modificato nel suo statuto nel 1966.
Questa medaglia viene oggi come allora concessa per ricompensare coloro che abbiano svolto qualcosa di eccezionale o abbiano tenuto una condotta esemplare a favore dello stato monegasco.
L'ordine era suddiviso in cinque classi di benemerenza:
- Cavaliere di Gran Croce
- Grand'Ufficiale
- Commendatore
- Ufficiale
- Cavaliere

| Nastri    |           |              |                 |                         |
| Cavaliere | Ufficiale | Commendatore | Grand'Ufficiale | Cavaliere di Gran Croce |

## Insegne
- L'insegna dell'Ordine consiste in una croce patente smaltata di bianco, tra i cui bracci si trovano due lettere di monogramma del principe Ranieri III ("RIII"). Al centro della croce si trova un medaglione smaltato di bianco, riportante impressa la corona del Principato di Monaco.
- Il nastro dell'Ordine è verde con una fascia rossa al centro.